# Anne Reischmann
Anne Reischmann (* 4. April 1992 in Ravensburg) ist eine deutsche Triathletin. Sie wird in der Bestenliste deutscher Triathletinnen auf der Ironman-Distanz geführt.

## Werdegang
Anne Reischmann wurde 1992  im Süden Deutschlands, in Ravensburg geboren. Sie war als Jugendliche in der Leichtathletik und im Crosslauf aktiv. 2013 wurde sie Deutsche Vizemeisterin U23 über 5000 Meter. 2016 zog sie sich eine Knieverletzung zu und sie wechselte als Ausgleich zum Schwimmen und Radsport.

Seit 2019 startet Reischmann als Triathlon-Profi und wird vom Schweizer Reto Brändli trainiert. Im Juni 2021 wurde die damals 29-Jährige im Rahmen der Challenge Walchsee-Kaiserwinkl Vierte bei der ETU-Europameisterschaft auf der Halbdistanz.
Im Juli 2021 gewann sie ihr erstes Ironman 70.3 Rennen in Les Sables-d’Olonne. Im September wurde Reischmann in St. George (USA) Zehnte bei den Ironman 70.3 World Championships.
Im Mai 2022 wurde Reischmann Dritte in Frankreich auf der Mitteldistanz beim Ironman 70.3 Pays d'Aix France.

### Langdistanz seit 2022
Bei ihrem ersten Start auf der Langdistanz wurde die 30-Jährige im November Vierte im Ironman Mexico. Im Juni 2023 gewann Reischmann auf der Mitteldistanz die Challenge Gdansk.
Im April 2024 wurde die 32-Jährige Sechste im T100 Singapore über 100 km (2 km Schwimmen, 80 km Radfahren und 18 km Laufen). Bei der Challenge Roth 2024 stellte sie in 8:26:07 Stunden ihre neue Bestzeit auf der Langdistanz auf. Im November 2024 gewinnt sie ihren ersten Ironman in Mexico.
Im März 2025 gewann die 32-Jährige mit dem Ironman South Africa ihr zweites Ironman-Rennen. Im Juni wurde sie in Hamburg Vierte bei den Ironman European Championships.
Anne Reischmann studierte Lehramt (Latein) an der Universität Konstanz. Sie lebt mit ihrem Mann in Winterthur in der Schweiz und in Ravensburg.

## Sportliche Erfolge
| Datum/Jahr    | Platz | Wettbewerb                                           | Austragungsort      | Zeit     | Bemerkung                                                                                   |  |
| ------------- | ----- | ---------------------------------------------------- | ------------------- | -------- | ------------------------------------------------------------------------------------------- |  |
| 4. Mai 2025   | 5     | Ironman 70.3 Venice-Jesolo                           | Venedig             | 04:04:29 |                                                                                             |  |
| 19. Okt. 2024 | 2     | Challenge Mallorca                                   | Peguera             | 04:15:04 | hinter Alanis Siffert                                                                       |  |
| 21. Apr. 2024 | 2     | Ironman 70.3 Philippines                             | Lapu-Lapu           | 04:24:39 |                                                                                             |  |
| 13. Apr. 2024 | 6     | T100 Singapore                                       | Singapur            | 03:53:39 | 2 km Schwimmen, 80 km Radfahren und 18 km Laufen                                            |  |
| 6. Aug. 2023  | 8     | PTO US Open                                          | Milwaukee           | 03:41:55 | als beste Deutsche (2 km Schwimmen, 80 km Radfahren und 18 km Laufen)                       |  |
| 18. Juni 2023 | 1     | Challenge Gdansk                                     | Danzig              | 04:12:58 |                                                                                             |  |
| 11. Juni 2023 | 3     | Ironman 70.3 Switzerland                             | Rapperswil-Jona     | 04:17:47 |                                                                                             |  |
| 21. Mai 2023  | 5     | Ironman 70.3 Kraichgau                               | Kraichgau           | 04:19:09 | [ 11 ]                                                                                      |  |
| 28. Okt. 2022 | 10    | Ironman 70.3 World Championships                     | St. George          | 04:16:49 | beim Ironman 70.3 St. George                                                                |  |
| 15. Okt. 2022 | 2     | Challenge Peguera-Mallorca                           | Peguera             | 04:25:24 |                                                                                             |  |
| 4. Sep. 2022  | 2     | Ironman 70.3 Poznan                                  | Posen               | 04:11:33 |                                                                                             |  |
| 22. Mai 2022  | 3     | Ironman 70.3 Pays d'Aix France                       | Aix-en-Provence     | 04:25:03 |                                                                                             |  |
| 7. Mai 2022   | 5     | Ironman 70.3 Mallorca                                | Alcúdia             | 04:34:03 |                                                                                             |  |
| 4. Dez. 2021  | 6     | Clash Daytona                                        | Daytona Beach       | 03:37:05 | hinter der US-Amerikanerin Jackie Hering (2 km Schwimmen, 80 km Radfahren und 18 km Laufen) |  |
| 18. Sep. 2021 | 10    | Ironman 70.3 World Championships                     | St. George          | 04:17:1  | beim Ironman 70.3 St. George                                                                |  |
| 29. Aug. 2021 | 2     | Ironman 70.3 Zell am See-Kaprun                      | Zell am See         | 04:31:53 |                                                                                             |  |
| 8. Aug. 2021  | 3     | Ironman 70.3 Switzerland                             | Rapperswil-Jona     | 04:21:17 | hinter Daniela Ryf                                                                          |  |
| 4. Juli 2021  | 1     | Ironman 70.3 Les Sables d’Olonne                     | Les Sables-d’Olonne | 04:21:23 |                                                                                             |  |
| 21. Juni 2021 | 4     | ETU Middle Distance Triathlon European Championships | Walchsee            | 04:12:01 | ETU-Europameisterschaft auf der Halbdistanz bei der Challenge Walchsee-Kaiserwinkl          |  |
| 12. März 2021 | 10    | Ironman 70.3 Dubai                                   | Dubai               | 04:16:12 |                                                                                             |  |
| 22. Sep. 2019 | 4     | Ironman 70.3 Weymorth                                | Weymorth            | 04:25:33 |                                                                                             |  |
| 7. Sep. 2019  | 20    | Ironman 70.3 World Championships                     | Nizza               | 04:49:47 |                                                                                             |  |
| 18. Aug. 2019 | 2     | Allgäu Triathlon                                     | Immenstadt          | 04:37:45 | Mitteldistanz                                                                               |  |
| 16. Juni 2019 | 2     | Ironman 70.3 Les Sables d’Olonne                     | Les Sables-d’Olonne | 04:34:17 | bei der Erstaustragung                                                                      |  |
| 2. Juni 2019  | 4     | Ironman 70.3 Switzerland                             | Rapperswil-Jona     | 04:29:16 |                                                                                             |  |
| 12. Mai 2019  | 4     | Ironman 70.3 Pays d´Aix                              | Aix-en-Provence     | 04:34:19 |                                                                                             |  |
| 19. Aug. 2018 | 1     | Allgäu Triathlon                                     | Immenstadt          | 04:34:48 | auf der Mitteldistanz                                                                       |  |
| 29. Juli 2018 | 1     | HeidelbergMan                                        | Heidelberg          | 02:22:30 | 1,6 km Schwimmen, 35 km Radfahren und 10 km Laufen                                          |  |

| Datum/Jahr    | Platz | Wettbewerb                  | Austragungsort | Zeit     | Bemerkung                                |
| ------------- | ----- | --------------------------- | -------------- | -------- | ---------------------------------------- |
| 1. Juni 2025  | 4     | Ironman Hamburg             | Hamburg        | 08:32:46 | Ironman European Championships           |
| 30. März 2025 | 1     | Ironman South Africa        | Port Elizabeth | 08:51:39 |                                          |
| 24. Nov. 2024 | 1     | Ironman Mexico              | Cozumel        | 08:38:08 | [ 14 ]                                   |
| 22. Sep. 2024 | DNF   | Ironman World Championships | Nizza          | –        |                                          |
| 7. Juli 2024  | 4     | Challenge Roth              | Roth           | 08:26:07 | persönliche Bestzeit auf der Langdistanz |
| 21. Okt. 2023 | 2     | Ironman Portugal            | Cascais        | 08:55:22 |                                          |
| 10. Nov. 2022 | 4     | Ironman Mexico              | Cozumel        | 08:56:57 |                                          |

| Datum/Jahr    | Platz | Wettbewerb                           | Austragungsort | Zeit  | Bemerkung           |
| ------------- | ----- | ------------------------------------ | -------------- | ----- | ------------------- |
| 31. Dez. 2019 | 1     | Silvesterlauf Tuttlingen             | Tuttlingen     | 37:30 | 10 km               |
| 8. Dez. 2013  | 27    | Crosslauf-Europameisterschaften 2013 | Belgrad        | 21:10 | U23-Frauen          |
| 15. Juni 2013 | 2     | Deutsche U23 Meisterschaften 5000 m  | Göttingen      | 16:51 | hinter Annika Frank |
| 11. Dez. 2011 | 59    | Crosslauf-Europameisterschaften 2011 | Velenje        | 14:34 | Juniorinnen         |

(DNF – Did Not Finish; DNS – Did Not Start; DSQ – Disqualifiziert)